# Guerre confederate irlandesi
Le guerre confederate irlandesi, note anche come guerra degli undici anni (in lingua irlandese Cogadh na hAon Bhliana Déag), ebbero luogo in Irlanda tra il 1641 e il 1653. Si trattò del teatro di guerra irlandese di un più vasto conflitto, la guerre dei tre regni, una serie di guerre civili nei regni di Irlanda, Inghilterra e Scozia (tutti e tre sotto il Governo Personale del re Carlo I). Il conflitto in Irlanda iniziò sostanzialmente con la ribellione degli irlandesi cattolici contro i coloni protestanti inglesi e scozzesi e i loro sostenitori, e terminò con realisti, cattolici irlandesi e presbiteriani scozzesi, che si trovarono a combattere contro quello che sarà poi il vero vincitore finale: il Parlamento d'Inghilterra.
Si trattò di un conflitto sia religioso sia etnico, combattuto per determinare chi avrebbe governato l'Irlanda, quale gruppo etnico e religioso avesse imposto la sua proprietà della terra e quale religione vi sarebbe stata predominante. Fu il conflitto più devastante nella storia dell'Irlanda.

## Panorama generale
La guerra in Irlanda iniziò con la ribellione irlandese del 1641 nell'Ulster, durante la quale molti coloni inglesi e scozzesi protestanti furono uccisi. La ribellione si diffuse nel paese a nel 1642 si costituì a Kilkenny l'Associazione dei Confederati cattolici d'Irlanda per organizzare lo sforzo bellico cattolico. La Confederazione fu sostanzialmente uno stato indipendente e la coalizione di tutte le anime della società cattolica irlandese, sia gaelica che antica inglese. I Confederati irlandesi sostennero di stare a fianco ai realisti inglesi durante il decorso delle guerre civili, ma la maggior parte combatté la propria guerra in difesa degli interessi dei cattolici del paese.
I Confederati governarono gran parte dell'Irlanda come uno stato sovrano de facto fino al 1649, combattendo contro i Covenanti scozzesi e le truppe in Irlanda del Parlamento inglese. Nel contesto della guerra civile inglese essi furono tiepidi alleati dei realisti inglesi, ma erano divisi sul fatto di inviare o meno truppe in loro aiuto. Infine, essi non ne inviarono in Inghilterra, ma inviarono una spedizione in aiuto ai realisti scozzesi, innescando la guerra civile scozzese.
Le guerre determinarono uno schieramento di forze estremamente frazionato in Irlanda. Le forze protestanti erano spartite nelle tre principali fazioni, inglesi realisti, inglesi Parlamentaristi e scozzesi covenanter, risultato questo delle guerre civili in Inghilterra e Scozia. I cattolici confederati stessi si erano divisi in più di un'occasione sul fatto di dover la loro lealtà prima alla religione cattolica o prima al re Carlo I.
La guerra terminò con la sconfitta dei Confederati. Essi, e i loro alleati realisti inglesi, furono sconfitti durante la conquista cromwelliana dell'Irlanda da parte del New Model Army al comando di Oliver Cromwell negli anni 1649–53.
Le guerre che seguirono la ribellione del 1641 provocarono grandi perdite di vite umane in Irlanda, confrontabili nella storia del paese solo con quelle della grande carestia degli anni 1840.
Il vincitore finale fu il Parlamento d'Inghilterra, in un esito che procurò la confisca in massa delle terre di proprietà dei cattolici irlandesi, come punizione per la ribellione e come risarcimento dei costi di guerra.
Sebbene alcune di queste proprietà fossero tornate ai vecchi proprietari dopo il 1660 con la restaurazione della monarchia in Inghilterra, il periodo segnò la fine della vecchia classe terriera cattolica in Irlanda.

## Il complotto, ottobre 1641
La ribellione doveva essere una presa rapida e incruenta del potere in Irlanda da parte di un piccolo gruppo di cospiratori guidati da Phelim O’Neill. Piccole bande di parenti dei congiurati e loro dipendenti si mobilitarono a Dublino, Wicklow e nell'Ulster, per occupare edifici strategici come il castello di Dublino. Poiché vi era solo un ridotto numero di soldati inglesi di stanza in Irlanda, la rivolta aveva una ragionevole probabilità di successo. Se così fosse stato, il rimanente della guarnigione inglese si sarebbe facilmente arresa, lasciando i cattolici irlandesi in una posizione di forza per negoziare le loro richieste di riforme civili, tolleranza religiosa e autogoverno. Invece la cospirazione fu tradita all'ultimo minuto e il risultato fu che essa degenerò in una violenza caotica. Allo scoppio delle ostilità il risentimento della popolazione nativa irlandese cattolica contro i coloni protestanti inglesi esplose nella violenza. Poco dopo lo scoppio della rivolta O'Neill emise il proclama di Dungannon, che giustificava l'insurrezione. Egli sostenne di aver agito per ordine del re Carlo I.

## La ribellione, 1641–42
Dal 1641 all'inizio del 1642, i combattimenti in Irlanda furono opera di piccole bande, promosse da signori locali, che attaccavano i civili di gruppi etnici e religiosi avversari. All'inizio bande di cattolici irlandesi, in particolare nell'Ulster, approfittarono dell'opportunità che dava loro il crollo di legge ed ordine, per raggiungere i loro obbiettivi contro i coloni protestanti che avevano occupato le terre a seguito della colonizzazione dell'Irlanda. Inizialmente i benestanti cattolici irlandesi crearono milizie per tentare di fermare le violenze, ma poi, quando fu chiaro che il governo di Dublino intendeva punire tutti i cattolici per la ribellione, parteciparono agli attacchi contro i protestanti e combatterono le truppe inglesi inviate a sedare la ribellione. Nelle zone ove i coloni britannici erano concentrati, intorno a Cork, Dublino, Carrickfergus e Derry, essi istituirono una propria milizia per autodifesa e cercarono di tener fuori le forze ribelli. Entrambe le parti mostrarono un'estrema crudeltà in questa fase della guerra. Circa 4 000 protestanti furono massacrati ed altri 12 000 morirono di stenti dopo essere stati portati via dalle loro case. In un famoso incidente gli abitanti di Portadown furono catturati e massacrati sul ponte della città. I coloni risposero allo stesso modo, come fece il governo di Dublino, con attacchi alla popolazione civile irlandese. Ci furono massacri di civili cattolici sull'isola di Rathlin e altrove. I ribelli dell'Ulster sconfissero le forze governative nella battaglia di Julianstown, ma non riuscirono a conquistare la vicina Drogheda e furono dispersi quando avanzarono su Dublino.
All'inizio del 1642 ci furono quattro principali concentrazioni di forze ribelli: nell'Ulster, sotto Phelim O'Neill, nel Pale intorno a Dublino, sotto la guida del visconte Gormanstown, nel sud-est, sotto la guida della famiglia Butler, in particolare Lord Mountgarret, e nel sud-ovest, sotto la guida di Donagh MacCarthy, II visconte di Muskerry.

## La guerra dei Confederati: 1642–48

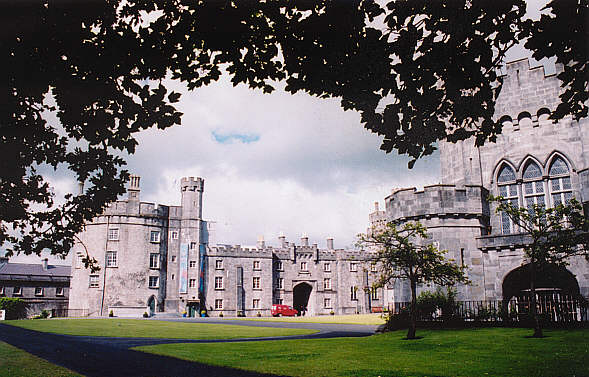
Il castello di Kilkenny, dove si riunì l'Assemblea generale dei Confederati.

Re Carlo I inviò un grosso esercito in Irlanda per sedare la ribellione nel 1642, come fecero gli scozzesi Covenanter. L'esercito scozzese cacciò presto i ribelli dall'Ulster e le truppe inglesi li cacciarono da Dublino. Per autodifesa i cattolici irlandesi formarono un proprio governo, con capitale Kilkenny e formarono un proprio esercito. I Confederati tennero anche due importanti città portuali, Waterford e Wexford, tramite le quali essi potevano ricevere aiuti dalle potenze cattoliche europee.
I Confederati controllavano due terzi dell'Irlanda e godevano della fedeltà di gran parte dei cattolici irlandesi, con l'appoggio entusiasta del clero cattolico.
Comunque il sostegno era più debole presso la classe più elevata dei cattolici, che era spesso riluttante a disobbedire all'autorità reale e temeva di perdere le terre di sua proprietà. Alcuni di loro combatterono contro la Confederazione, mentre altri, come Ulick Burke, I marchese di Clanricarde, rimasero neutrali.
Per forze armate i Confederati disponevano solo di milizie e di militari al soldo di privati, comandati da aristocratici dilettanti come Richard Butler, III visconte di Mountgarret. Questi furono sconfitti in una serie di scontri con le truppe scozzesi ed inglesi a Liscarroll, Kilrush, New Ross e Glenmaquinn.
Comunque i Confederati furono salvati dalla disfatta grazie allo scoppio della guerra civile inglese, allorché gran parte delle truppe inglesi in Irlanda fu richiamata in patria per combattere a fianco dei realisti.
Verso la metà del 1642 re Carlo firmò l'Adventurers Act, con il quale i prestiti in Londra potevano essere infine estinti con la vendita delle terre dei ribelli irlandesi. Ciò conferì un ulteriore impeto alle forze armate confederate e inoltre i Confederati approfittarono anche della debolezza della posizione di re Carlo in Inghilterra dopo il 1643, per provare ad instaurare un negoziato con lui.
I Confederati neutralizzarono le guarnigioni nemiche nei loro territori, ad eccezione dell'Ulster, Dublino e Cork, che rimasero in mani inglesi e scozzesi.
Garret Barry, un mercenario irlandese rientrato in patria, prese Limerick nel 1642, mentre i cittadini di Galway costrinsero la guarnigione inglese ad arrendersi nel 1643. Le forze inglesi rimaste furono divise dagli eventi in Inghilterra. La guarnigione di Cork, comandata da Murrough O'Brien, I conte di Inchiquin, si schierò dalla parte del Parlamento inglese, come fecero i coloni protestanti vicino a Derry, mentre le truppe sulla costa orientale dell'Irlanda, comandate dal conte di Ormonde, si schierarono dalla parte del re.

### Stallo
Ciò concesse quel po' di respiro ai Confederati, necessario a creare un esercito stabile e a tempo pieno. Esso fu rifornito creando un sistema fiscale nel paese, che aveva come capitale Kilkenny. Essi ricevettero inoltre modesti sussidi in armi e denaro dalla Francia, dalla Spagna e dalla Santa Sede. L'esercito dei Confederati era comandato principalmente da militari di professione irlandesi come Thomas Preston e Owen Roe O'Neill, che avevano prestato servizio nell'esercito spagnolo nella guerra degli ottant'anni e in quella dei trent'anni. In totale i Confederati riuscirono a mettere in campo circa 60 000 nel corso della guerra.
I Confederati sprecarono l'opportunità che si presentò loro con la guerra civile inglese, di conquistare e riorganizzare tutta l'Irlanda.
Essi firmarono una tregua con i realisti che ebbe effetto dal 15 settembre 1643 e impiegarono i successivi tre anni in negoziati defatiganti con essi. Fu non prima del 1646 che essi lanciarono una decisa offensiva contro le enclave protestanti in Irlanda. Tra il 1642 e il 1646 la guerra in Irlanda fu costituita prevalentemente da incursioni e schermaglie. Entrambe le parti cercavano di affamare il nemico bruciandogli raccolti e scorte nei suoi territori. Questi combattimenti causarono grosse perdite fra la popolazione civile, ma non si videro battaglie significative tra il 1643 e il 1646. Nel 1644 i Confederati lanciarono una spedizione contro gli scozzesi nell'Ulster, ma non riuscirono a conquistare nessuna parte significativa del territorio.
Nel sud del paese i confederato presero alcuni territori intorno a Cork tra il 1644 e il 1645, per esempio la città di Bandon, ma non riuscirono a eliminare la guarnigione di Inchiquin.
Il loro maggiore successo di questo periodo fu l'assedio di Duncannon nel 1645, che tolse la città alla sua guarnigione di Parlamentarististi. Comunque un tentativo combinato delle forze di Munster e Leinster, comandate da Preston e Castlehaven, di far seguito con l'assedio di Youghal terminò con un fallimento: Youghal era in mano a forze Parlamentarististe più consistenti di quelle di Duncannon e problemi di approvvigionamenti e di denaro costrinsero i Confederati a interrompere l'assedio nel marzo 1645.

### Profughi
I primi anni di guerra videro un ampio spostamento di civili, praticando entrambe le parti una tattica di pulizia etnica. Nella fase iniziale della ribellione nel 1641, la vulnerabile popolazione di coloni protestanti fuggì nelle città fortificate come Dublino, Cork e Derry, in cerca di protezione.
Quando l'Ulster fu occupata dalle truppe dei covenanter scozzesi nel 1642, essi resero la pariglia attaccando la popolazione civile cattolica irlandese. Il risultato fu che circa 30 000 persone fuggirono dall'Ulster per vivere nei territori controllati dalla Confederazione. Molti di loro seguirono l'esercito dell'Ulster di Owen Roe O'Neill, vivendo in gruppi tipo clan chiamati creaght e conducendo le loro mandrie di bovini seguendo l'esercito. Fuori dell'Ulster il trattamento dei civili fu meno aspro, sebbene la "terra di nessuno" tra la Confederazione e i territori in mano agli inglesi a Leinster e Munster fosse ripetutamente soggetta ad incursioni e incendi, con il risultato che anche questa divenne presto sotto-popolata.

### Vittoria e sconfitta dei Confederati

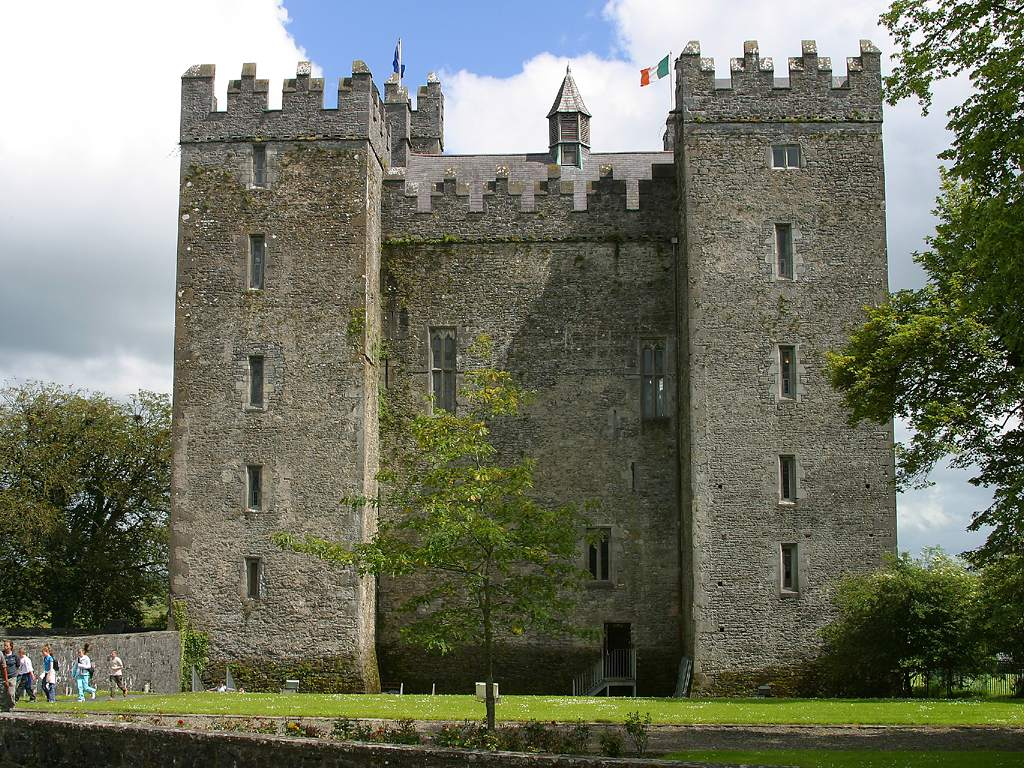
Castello di Bunratt, assediato e conquistato dai Confederati irlandesi alle forze parlamenteri inglesi nel 1646. Una delle vittorie confederate nell'anno

Lo stallo in Irlanda fu interrotto nel 1646, con la fine della prima guerra civile inglese.
I Confederati, dopo che i loro militari avevano esautorato il Consiglio supremo confederato che aveva firmato il trattato di pace con i Realisti, abbandonarono i negoziati con i Realisti sconfitti e tentarono di riprendersi tutta l'Irlada prima che il Parlamento inglese potesse lanciare un'invasione nel paese.
Essi furono sostenuti dal Nunzio apostolico Rinuccini, successore nella carica di Pierfrancesco Scarampi, 
che aveva portato con sé una gran quantità di denaro e armi. Essi tentarono di catturare una fortezza parlamentare inglese al castello di Bunratty, nel Clare, di sconfiggere l'esercito dei covenanter scozzesi nella battaglia di Benburb e di conquistare la città di Sligo. Più tardi, in quell'anno, gli eserciti confederati dell'Ulster e del Leinster, al comando di Owen Roe O'Neill e di Thomas Preston (un totale di 18 000 uomini), posero l'assedio a Dublino, cercando di cacciare dalla città la guarnigione dei realisti di Ormonde. Però quest'ultimo aveva fatto terra bruciata della zona intorno alla città e i Confederati, non potendo rifornire le loro truppe, dovettero levare l'assedio. A posteriori questo risultò essere il periodo più favorevole per i Confederati irlandesi. Ormonde, che aveva affermato di preferire i ribelli inglesi a quelli irlandesi, lasciò Dublino nelle mani dell'esercito parlamentare inviato dall'Inghilterra al comando di Michael Jones. Ulteriori rinforzi Parlamentaristi vennero inviati a Cork, nell'Irlanda del sud.
Nel 1647 queste forze Parlamentariste inflissero una serie di sconfitte ai Confederati, obbligandoli infine ad unirsi alla coalizione realista per tentare di respingere l'invasione parlamentare. Innanzitutto, nell'agosto del 1647, l'esercito del Leinster, al comando di Thomas Preston, quando tentò di marciare su Dublino, fu annientato nella battaglia di Dungans Hill da quello parlamentare di Jones. Si trattava dell'esercito più addestrato e armato fra quelli confederati e la perdita di uomini e mezzi fu un grave colpo per la Confederazione.
Inoltre le truppe Parlamentariste stanziate a Cork devastarono il territorio dei Confederati di Munster, causando carestia fra la popolazione. A settembre essi saccheggiarono la rocca di Cashel, non limitandosi alla sola conquista della città, ma massacrando l'intera guarnigione e gli abitanti cattolici, inclusi numerosi membri del clero. Quando a novembre l'esercito irlandese di Munster li affronto' in battaglia a Knocknanauss, anch' esso venne annientato. Anche Sligo cambiò nuovamente di mano, conquistata dalle truppe dei coloni dell'Ulster.
Le battaglie in questa fase della guerra furono eccezionalmente sanguinose: nelle battaglie del 1646–47, rimasero uccisi metà degli sconfitti, più spesso dopo che la battaglia era già conclusa. Nei tre più grossi scontri del 1647 fu uccisa in battaglia non meno dell'1% della popolazione maschile irlandese (7 000-8 000 uomini).
La serie di sconfitte costrinse i Confederati a venire ad un accordo con i realisti per porre le loro truppe ai loro ordini. Nel mezzo a conflitti di fazione all'interno dei loro ranghi su questo accordo, i Confederati sciolsero la loro associazione nel 1648 e accettarono James Butler, I duca di Ormonde quale capo della coalizione realista in Irlanda. Anche Inchiquin, il comandante parlamentare a Cork, passò con i realisti dopo l'arresto di re Carlo I.
I Confederati erano fatalmente divisi su questo compromesso. Rinuccini, il Nunzio pontificio, minacciò di scomunica chiunque avesse accettato l'accordo.
Particolarmente irritante per lui era l'alleanza con Inchiquin, che aveva massacrato abitanti e clero cattolici a Munster nel 1647. Vi fu persino un breve periodo di guerra civile nel 1648 tra l'esercito dell'Ulster di Owen Roe O'Neill e la nuova coalizione Realisti-Confederati, poiché O'Neill si rifiutava di accettare l'alleanza. Quest'ultimo trascurò l'adeguato supporto logistico ma non fu in grado di costringere a un mutamento i suoi ex compagni. Durante questo periodo di divisioni, i Confederati mancarono una seconda possibilità strategica di riorganizzarsi, mentre il nemico era impegnato nella seconda guerra civile inglese (1648–49), che fu perduta dai loro alleati realisti.

## La guerra cromwelliana, 1649–1653

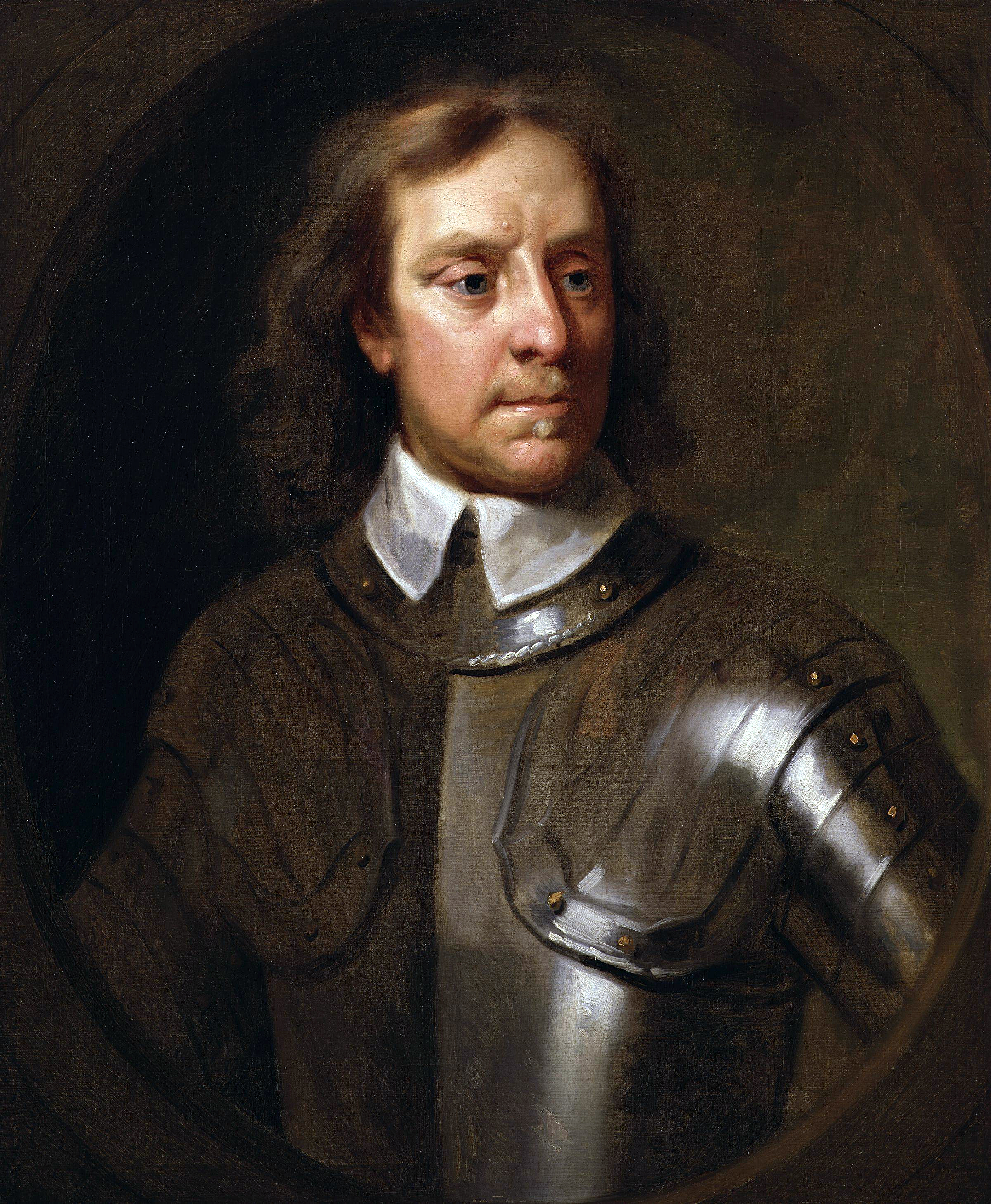
Oliver Cromwell ritratto da Samuel Cooper.

La coalizione Confederati/Realisti perse preziosi mesi combattendo contro Owen Roe O'Neill e altri ex Confederati, invece di prepararsi ad affrontare l'incombente invasione parlamentare dell'Irlanda.
O'Neill più tardi si riunì alla Confederazione. Nell'agosto 1649, Ormonde tentò di togliere Dublino ai Parlamentaristi, ma fu messo in rotta da Michael Jones nella battaglia di Rathmines.
Oliver Cromwell sbarcò in Irlanda poco dopo con il suo New Model Army. Laddove i confederati avevano fallito nello sconfiggere i loro nemici in otto anni di combattimenti, Cromwell riuscì in tre anni a conquistare l'intera Irlanda, poiché le sue truppe erano ben fornite, ben equipaggiate (soprattutto di artiglieria) e ben addestrate. Per di più egli aveva un'enorme disponibilità di uomini, denaro e di apparati logistici per condurre la sua campagna.

### La conquista cromwelliana
Il suo primo atto fu di assicurarsi il controllo della costa orientale dell'isola per le forniture logistiche e di uomini dall'Inghilterra. Terminata l'operazione, egli prese Drogheda e Wexford, perpetrando i massacri dei difensori di entrambe le città. Egli inviò anche truppe a nord per unirle a quelle dei coloni inglesi del luogo. I coloni che avevano sostenuto Gli scozzesi e i Realisti furono sconfitte dai Parlamentaristi nella battaglia di Lisnagarvey.
Ormonde fallì nel mettere in piedi una difesa militare nel sud dell'Irlanda. Egli basò le sue difese sulle città fortificate, che Cromwell conquistò sistematicamente una dopo l'altra con ampio impiego della sua artiglieria. Gli eserciti irlandesi e realisti non apprestarono alcuna linea strategica di difesa e invece rimasero demoralizzati dal costante flusso di sconfitte e ritirate.
Solo all'assedio di Clonmel, Cromwell subì perdite significative (inoltre i suoi uomini furono penalizzati da numerose malattie). Le sue perdite però furono compensate dalla defezione della guarnigione realista di Cork, che già era stata parlamentarista fino al 1648 e ritornò al vecchio schieramento. Cromwell tornò in Inghilterra nel 1650, dopo aver conquistato la parte orientale e meridionale dell'isola, lasciando il comando a Henry Ireton.
Nel nord l'esercito dei parlamentisti coloni si scontrò con l'esercito irlandese dell'Ulster nella battaglia di Scarrifholis e lo distrusse. Ormonde fu screditato e fuggì in Francia, venendo rimpiazzato da Ulick Burke, conte di Clanricarde. Entro il 1651 le rimanenti forze Irlandesi/realiste furono accerchiate in una zona ad ovest del fiume Shannon, ove controllavano ancora le città fortificate di Limerick e Galway e un'enclave nella contea di Kerry, al comando del visconte di Muskerry.
Ireton assediò Limerick mentre l'esercito del nord dei parlamentaristi, al comando di Charles Coote assediava Galway. Muskerry fece un tentativo di conquistare Limerick, marciando dal nord del Kerry, ma fu messo in rotta da Roger Boyle nella battaglia di Knocknaclashy. Limerick e Galway erano troppo ben difese per essere conquistate d'assalto, e furono bloccate fino a che fame e malattie le costrinsero ad arrendersi, Limerick nel 1651, Galway nel 1652. Anche Waterford e Duncannon si arresero nel 1651.

### Guerriglia

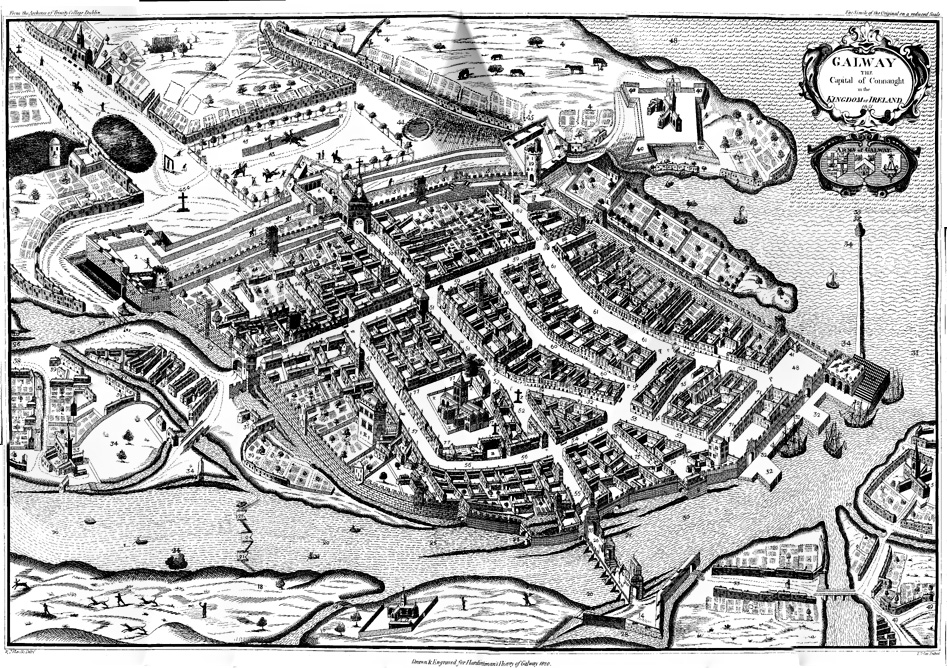
La città ben fortificata di Galway nel 1651. Fu l'ultima fortezza a cadere in mano dei parlamentaristi arrendendosi nel 1652.

Questa fu la fine formale della resistenza irlandese. Poiché i termini di resa imposti dai cromwelliani erano troppo duri, molte piccole unità di truppe irlandesi iniziarono a impegnare il nemico con una guerriglia e furono chiamati tories, dal termine irlandese tóraidhe, cioè "inseguitori". Essi agivano partendo da zone scoscese come i monti Wicklow e attaccavano gruppi vulnerabili di soldati parlamentaristi depredandoli dei loro equipaggiamenti. In risposta, i parlamentaristi spogliavano le popolazioni civili della zona, che ritenevano dessero sostegno ai tories, bruciando i loro raccolti.
Il risultato di questi combattimenti fu una carestia che si diffuse in tutto il paese e che fu aggravata dall'esplosione di un'epidemia di peste bubbonica. Le ultime truppe organizzate irlandesi si arresero a Cavan nell'aprile 1653, quando i cromwelliani consentirono loro di farsi trasportare in Francia per prestare servizio nell'esercito francese (allora la corte realista era esiliata in Francia). Tutte le truppe catturate in quella fase della guerra furono o giustiziate o trasportati nella colonie penali delle Indie occidentali. Dopo la resa formale, l'Irlanda subì su piccola scala violenze per il rimanente degli anni 1650.

## Il costo
Il pedaggio di morti del conflitto fu pesante. William Petty, un cromwelliano che condusse la prima analisi demografica scientifica dell'Irlanda negli anni 1650 (Down Survey) concluse che almeno 400 000 persone, ma forse anche fino a 620 000, erano morte in Irlanda tra il 1641 e il 1653. Le cifre effettive potrebbero essere inferiori ma al minimo si era trattato di 200 000. A quel tempo la popolazione irlandese ammontava a circa 1,5 milioni di abitanti. La sconfitta irlandese condusse ad una confisca in massa delle proprietà terriere cattoliche e il dominio dei protestanti inglesi sull'Irlanda per oltre due secoli.
Le guerre, in special modo la conquista cromwelliana, vennero a lungo ricordate nella cultura irlandese. La poesia gaelica del dopo-guerra lamenta la mancanza di unità tra i cattolici irlandesi nella Confederazione e le loro continue lotte intestine, cui fu attribuita la colpa della sconfitta nella resistenza a Cromwell. Altri temi usuali riguardano il rimpianto delle vecchie classi agricole cattoliche irlandesi, che furono annientate dalle guerre e la crudeltà delle forze parlamentariste inglesi.